# Дітмір Бушаті
Дітмір Бушаті (алб. Ditmir Bushati; нар. 24 березня 1977, Шкодер, Албанія) — албанський політик, міністр закордонних справ Албанії з 15 вересня 2013 року. Раніше він обіймав посаду голови парламентського комітету у справах Європейського Союзу. Член Соціалістичної партії.

## Біографія
Закінчив юридичний факультет Тиранського університету в 1999 році з відзнакою, має ступінь магістра в галузі міжнародного публічного права (магістра права) з Лейденського університету в Нідерландах (2001).
Працював аналітиком у Freedom House. З 2009 — депутат Народних зборів Албанії.
Викладач європейського права та процесу розширення ЄС в різних університетах і науково-дослідних інститутів в Албанії та Косово. Він опублікував ряд наукових робіт і статей по відношенню до процесу розширення ЄС, міжнародного публічного права та європейського права.
Вільно говорить англійською та італійською мовами і має гарне знання французької мови.
Одружений, має двох дітей.